# Serraduy
Serraduy (katalanisch Serradui) ist ein Ortsteil der spanischen Gemeinde Isábena in der Provinz Huesca in Aragonien.

## Geografie
Der Ort in den Pyrenäen befindet sich im Tal des Río Isábena. Er ist über die Landstraße A-1605 zu erreichen.

## Geschichte
Im Jahr 1977 wurde Serraduy mit den Ortsteilen Riguala und La Vileta in die 1964 gebildete Gemeinde Isábena eingegliedert.

## Sehenswürdigkeiten

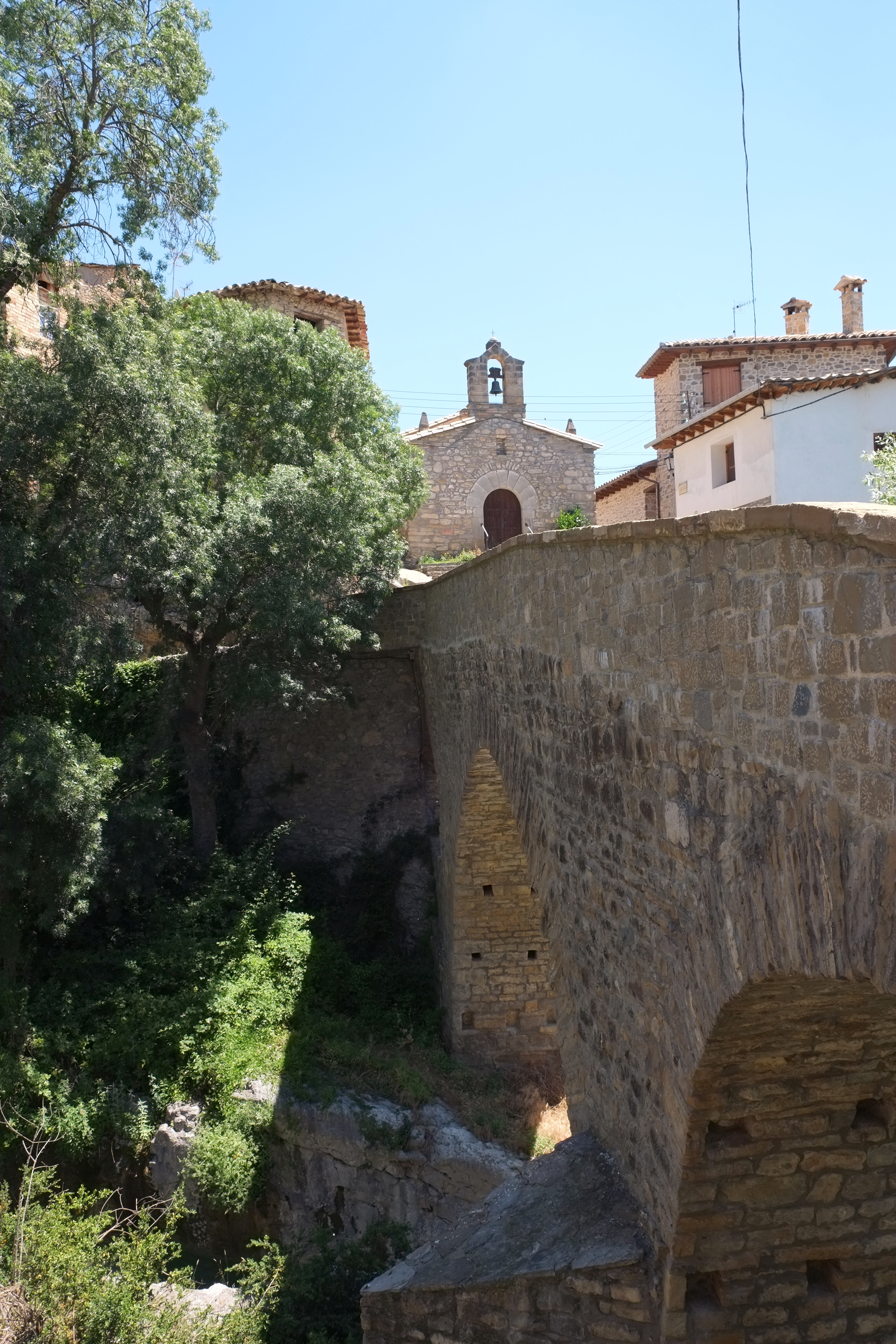
Brücke und Kapelle San Lorenzo

- Romanische Pfarrkirche San Martín, erbaut im 11./12. Jahrhundert  (Bien de Interés Cultural)
- Kapelle San Lorenzo (Bien de Interés Cultural)
- Mittelalterliche Brücke (Bien de Interés Cultural)